# Mikrokosmos Poesie 1951-2004
Mikrokosmos Poesie 1951-2004 è una antologia poetica omnia nella quale il poeta Edoardo Sanguineti, appartenente al Gruppo 63, raccoglie una sintesi delle raccolte poetiche compiute e una serie rappresentativa dei generi e degli stili praticati.
Mikrokosmos è il titolo di un'opera pianistica di Béla Bartók e ben si adatta alla poesia di Sanguineti fatta d'incontri, occasioni, sentimenti che si intrecciano a formare una partitura musicale.

Le sue poesie, fatte di acrostici e filastrocche, sonetti e ballate, sono il risultato di almeno sette lingue europee formate da neologismi nati dall'immaginazione del poeta che riprende il gusto letterario dei padri della patafisica da Alfred Jarry a Raymond Queneau.

Nelle poesie di Sanguineti si trovano autoritratti sarcasticamente sinceri, osservazioni a volte crudeli sui rapporti che intercorrono tra padri e figli, insieme a osservazioni e bilanci che coinvolgono la storia e la politica dell'ultimo secolo.

## Edizioni
- Edoardo Sanguineti, Mikrokosmos. Poesie 1951-2004, collana Universale Economica, Feltrinelli, 2004,  p. 344, ISBN 88-07-81823-X.